# August Brunius
August Georg Brunius (ur. 5 maja 1879 w Sztokholmie, zm. 11 maja 1926 w Lidingö) – szwedzki pisarz i krytyk sztuki.

## Życie i twórczość
August Georg Brunius urodził się jako syn Johana Gomera Tora Bruniusa i Kristiny Matildy Bagge. Miał sześć lat, gdy stracił ojca, a trzynaście, gdy odeszła matka. Uczęszczał do gimnazjum Stockholms högre latinläroverk. 16 maja 1898 roku zdał egzamin dojrzałości. W latach 1898–1902 współpracował z dziennikiem Vårt land, w latach 1902–1918 i od jesieni 1924 ze Svenska Dagbladet, a w latach 1919–sierpień 1924 z Göteborgs handels- och sjöfartstidning. Po przejściu do Svenska Dagbladet zaczął przyciągać uwagę swoimi artykułami. Po rezygnacji Tora Hedberga w 1907 roku zajął jego miejsce jako krytyk literacki, teatralny oraz krytyk sztuki. Odbywał częste wyjazdy studialne do Anglii, Francji i Niemiec. Jego pierwsza podróż do Włoch zaowocowała pierwszą książką, Italienska vandringar (1910). Jego rzeczywistym debiutem stała się jednak książka Hus och hem. Studier af den svenska villan och villastaden (1911) poświęcona architekturze. Następną pracą była Färg och form. Studier af den nya konsten (1913) poświęcona malarstwu modernistycznemu.
Kolejne swoje prace Brunius poświęcił teatrowi: Elaka dialoger om teater och verklighet (1917), Furstens återkomst, Intima teatern (1919), Nyckeln och ringen, Svenska teatern s. å., Den gröna flickan, Svenska teatern (1920), Dalin och drottningen, Svenska teatern (1925), Messeniernas fall, Dramatiska teatern (1926).
Do jego głównych dzieł należy też książka Modern engelsk litteratur (1923), traktująca o współczesnej literaturze angielskiej. W ostatnich latach życia Brunius często wyjeżdżał do Włoch, czego efektem stały się książki Rafael (Ord och Bild 1920) i Mantegna (Kunst og Kultur 1922), obie będące wstępem do książki o klasycznym fresku. W 1923 roku okazał się ostatni zbiór jego esejów, Kätterier i konst, litteratur, teater.

## Życie prywatne
17 sierpnia 1908 roku ożenił się z Gerdą Cecilią (Célie) Cleve, córką profesora Pera Teodora Cleve. Była ona zatrudniona jako stały współpracownik Svenska Dagbladet (1907–1920) oraz współpracownik Husmodern (1921–1923), a od 1923 roku należała do zespołu redakcyjnego Bonniers veckotidning. W swych artykułach zajmowała się między innymi problematyką domu, ubiorów i mody.